# 전국농식품클러스터사업단협의회
전국농식품클러스터사업단협의회는 농식품클러스터 사업단간의 유기적인 협력을 통해 클러스터사업을 보다 체계적이고 효율적으로 수행하여 사업의 성공적인 추진 위해 기여함을 목적으로 2010년 11월 24일 설립·허가된 대한민국 농림수산식품부 소관의 사단법인이다.